# Weisengzhai Zhen
Weisengzhai Zhen (kinesiska: 魏僧寨镇, 魏僧寨) är en köping i Kina. Den ligger i provinsen Hebei, i den norra delen av landet, omkring 360 kilometer söder om huvudstaden Peking. Antalet invånare är 35 824. Befolkningen består av 17 363 kvinnor och 18 461 män. Barn under 15 år utgör 24,0 %, vuxna 15-64 år 69 %, och äldre över 65 år 5,0 %.
Genomsnittlig årsnederbörd är 618 millimeter. Den regnigaste månaden är juli, med i genomsnitt 214 mm nederbörd, och den torraste är januari, med 4 mm nederbörd.